# Salina Cruz (kommun)
Salina Cruz är en kommun i Mexiko.   Den ligger i delstaten Oaxaca, i den sydöstra delen av landet, 600 km sydost om huvudstaden Mexico City.
Följande samhällen finns i Salina Cruz:
- Salina Cruz
- Boca del Río
- Colonia Santita
- San Antonio Monterrey
- San José del Palmar
- Playa Brasil
- Colonia la Brecha
- Agua Blanca
- Colonia Granadillo
- La Hacienda
- Colonia el Bosque